# Olympische Sommerspiele 1956/Radsport – Mannschaftsverfolgung Bahn (Männer)
Bei den Olympischen Spielen 1956 in der australischen Metropole Melbourne wurde am 3. und 4. Dezember die 4000-m-Mannschaftsverfolgung im Radsport für Männer ausgetragen.
16 Mannschaften mit je vier Sportlern aus 16 Nationen ermittelten im Melbourner Olympic Park Velodrome den Olympiasieger: Es gewann die Mannschaft Italiens mit neuem olympischen Rekord. Den zweiten Rang belegte das französische Team vor der Mannschaft Großbritanniens.

## Zeitplan
| Datum   | Rennen            | Hinweise |
| ------- | ----------------- | --- |
| 3. Dez. | Vorläufe          | Die acht Zeitschnellsten (Q) der acht Vorläufe qualifizierten sich für die Viertelfinalläufe.                                                  |
| 3. Dez. | Viertelfinalläufe | Die Gewinner (Q) der vier Viertelfinalläufe qualifizierten sich für die Halbfinalläufe.                                                        |
| 4. Dez. | Halbfinalläufe    | Die Gewinner (Q) der zwei Halbfinalläufe qualifizierten sich für das Finale. Die Verlierer qualifizierten sich für das Rennen um Rang 3 und 4. |
| 4. Dez. | Finale            | |

## Vorläufe
Die acht Zeitschnellsten (Q) der acht Vorläufe qualifizierten sich für die Viertelfinalläufe.

### Lauf 1
| Rang | Nation    | Namen                                                                     | Zeit       | Hinweis |
| ---- | --------- | ------------------------------------------------------------------------- | ---------- | ------- |
| 1    | Kolumbien | Octavio Echeverri Honorio Rúa Ramón Hoyos Héctor Monsalve                 | 5:09,4 min |         |
| 2    | Pakistan  | Shazada Muhammad Shah-Rukh Saleem Farooqi Muhammad Naqi Mallick Din Meraj |            |         |

### Lauf 2
| Rang | Nation                | Namen                                                             | Zeit       | Hinweis |
| ---- | --------------------- | ----------------------------------------------------------------- | ---------- | ------- |
| 1    | Italien               | Leandro Faggin Virginio Pizzali Antonio Domenicali Franco Gandini | 4:44,8 min | Q       |
| 2    | Südafrikanische Union | Jimmy Swift Bobby Fowler Abe Jonker Jan Hettema                   | 4:51,6 min | Q       |

### Lauf 3
| Rang | Nation         | Namen                                                         | Zeit       | Hinweis |
| ---- | -------------- | ------------------------------------------------------------- | ---------- | ------- |
| 1    | Großbritannien | Donald Burgess Mike Gambrill John Geddes Tom Simpson          | 4:52,0 min | Q       |
| 2    | Deutschland    | Werner Malitz Siegfried Köhler Rolf Nitzsche Manfred Gieseler | 4:59,4 min |         |

### Lauf 4
| Rang | Nation     | Namen                                                        | Zeit       | Hinweis |
| ---- | ---------- | ------------------------------------------------------------ | ---------- | ------- |
| 1    | Neuseeland | Warwick Dalton Donald Eagle Bruce Kent Neil Ritchie          | 4:56,6 min | Q       |
| 2    | Uruguay    | René Deceja Eduardo Puertollano Luis Serra Alberto Velázquez | 5:02,4 min |         |

### Lauf 5
| Rang | Nation     | Namen                                                          | Zeit       | Hinweis |
| ---- | ---------- | -------------------------------------------------------------- | ---------- | ------- |
| 1    | Österreich | Franz Wimmer Walter Bortel Rudolf Maresch Kurt Schein          | 5:01,6 min |         |
| 2    | Venezuela  | Franco Cacioni Domingo Rivas Arsenio Chirinos Antonio Montilla | 5:14,6 min |         |

### Lauf 6
| Rang | Nation     | Namen                                                          | Zeit       | Hinweis |
| ---- | ---------- | -------------------------------------------------------------- | ---------- | ------- |
| 1    | Frankreich | Michel Vermeulin Jean-Claude Lecante René Bianchi Jean Graczyk | 4:48,0 min | Q       |
| 2    | Australien | Roy Moore Warren Scarfe Frank Brazier Clifford Burvill         |            |         |

### Lauf 7
| Rang | Nation      | Namen                                                                    | Zeit       | Hinweis |
| ---- | ----------- | ------------------------------------------------------------------------ | ---------- | ------- |
| 1    | Sowjetunion | Wiktor Iljin Wolodymyr Mitin Rodislaw Tschischikow Eduard Gussew         | 4:54,4 min | Q       |
| 2    | Belgien     | André Bar Gustaaf De Smet François De Wagheneire Guillaume Van Tongerloo | 4:55,6 min | Q       |

### Lauf 8
| Rang | Nation             | Namen                                                   | Zeit       | Hinweis |
| ---- | ------------------ | ------------------------------------------------------- | ---------- | ------- |
| 1    | Tschechoslowakei   | Jaroslav Cihlář Jiří Opavský Jiří Nouza František Jursa | 4:58,0 min | Q       |
| 2    | Vereinigte Staaten | Allen Bell Richard Cortright David Rhoads Art Longsjo   | 5:02,4 min |         |

## Viertelfinale
Die Gewinner (Q) der vier Viertelfinalläufe qualifizierten sich für die Halbfinalläufe.

### Lauf 1
| Rang | Nation         | Namen                                                            | Zeit       | Hinweis |
| ---- | -------------- | ---------------------------------------------------------------- | ---------- | ------- |
| 1    | Großbritannien | Donald Burgess Mike Gambrill John Geddes Tom Simpson             | 4:48,4 min | Q       |
| 2    | Sowjetunion    | Wiktor Iljin Wolodymyr Mitin Rodislaw Tschischikow Eduard Gussew | 4:53,4 min |         |

### Lauf 2
| Rang | Nation                | Namen                                                                    | Zeit       | Hinweis |
| ---- | --------------------- | ------------------------------------------------------------------------ | ---------- | ------- |
| 1    | Südafrikanische Union | Jimmy Swift Bobby Fowler Abe Jonker Jan Hettema                          | 4:47,8 min | Q       |
| 2    | Belgien               | André Bar Gustaaf De Smet François De Wagheneire Guillaume Van Tongerloo | 4:54,6 min |         |

### Lauf 3
| Rang | Nation     | Namen                                                          | Zeit       | Hinweis |
| ---- | ---------- | -------------------------------------------------------------- | ---------- | ------- |
| 1    | Frankreich | Michel Vermeulin Jean-Claude Lecante René Bianchi Jean Graczyk | 4:44,0 min | Q       |
| 2    | Neuseeland | Warwick Dalton Donald Eagle Bruce Kent Neil Ritchie            | 4:56,4 min |         |

### Lauf 4
| Rang | Nation           | Namen                                                             | Zeit | Hinweis |
| ---- | ---------------- | ----------------------------------------------------------------- | ---- | ------- |
| 1    | Italien          | Leandro Faggin Virginio Pizzali Antonio Domenicali Franco Gandini |      | Q       |
| 2    | Tschechoslowakei | Jaroslav Cihlář Jiří Opavský Jiří Nouza František Jursa           |      |         |

## Halbfinale
Die Gewinner (Q) der zwei Halbfinalläufe qualifizierten sich für das Finale, die Verlierer qualifizierten sich für das Rennen um Rang 3.

### Lauf 1
| Rang | Nation         | Namen                                                             | Zeit       | Hinweis |
| ---- | -------------- | ----------------------------------------------------------------- | ---------- | ------- |
| 1    | Italien        | Leandro Faggin Virginio Pizzali Antonio Domenicali Franco Gandini | 4:38,4 min | Q       |
| 2    | Großbritannien | Donald Burgess Mike Gambrill John Geddes Tom Simpson              | 4:40,6 min |         |

### Lauf 2
| Rang | Nation                | Namen                                                          | Zeit       | Hinweis |
| ---- | --------------------- | -------------------------------------------------------------- | ---------- | ------- |
| 1    | Frankreich            | Michel Vermeulin Jean-Claude Lecante René Bianchi Jean Graczyk | 4:39,0 min | Q       |
| 2    | Südafrikanische Union | Jimmy Swift Bobby Fowler Abe Jonker Jan Hettema                | 4:41,0 min |         |

## Finalrunde

### Rennen um Rang 3
| Rang | Nation                | Namen                                                | Zeit       | Hinweis |
| ---- | --------------------- | ---------------------------------------------------- | ---------- | ------- |
| 3    | Großbritannien        | Donald Burgess Mike Gambrill John Geddes Tom Simpson | 4:42,2 min |         |
| 4    | Südafrikanische Union | Jimmy Swift Bobby Fowler Abe Jonker Jan Hettema      | 4:43,8 min |         |

### Finale
Die italienische Mannschaft gewann mit neuem olympischen Rekord: Sie verbesserten die bisherige Bestzeit aus dem Jahr 1936 um 7,6 s auf 4:37,4 min.
| Rang | Nation     | Namen                                                             | Zeit       | Hinweis |
| ---- | ---------- | ----------------------------------------------------------------- | ---------- | ------- |
| 1    | Italien    | Leandro Faggin Virginio Pizzali Antonio Domenicali Franco Gandini | 4:37,4 min | OR      |
| 2    | Frankreich | Michel Vermeulin Jean-Claude Lecante René Bianchi Jean Graczyk    | 4:39,4 min |         |